# Watapana Gezaag
Watapana Gezaag – miejscowość (plaats) i strefa (zone) w regionie Sint Nicolaas-Noord w południowej części kraju autonomicznego Aruba, należącego do Holandii, w Ameryce Południowej. 1 stycznia 2020 r. liczyła 1703 mieszkańców.  

## Podział administracyjny
W skład strefy wchodzi jedna miejscowość:
- Watapana Gezaag

## Demografia
Strefa liczy 1703 mieszkańców (1 stycznia 2020).
| Kobiety | Mężczyźni |
| ------- | --------- |
| 815     | 888       |